# Нижні Кіги
Нижні Кіги́ (рос. Нижние Киги) — село у складі Кігинського району Башкортостану, Росія. Адміністративний центр Нижньокігинської сільської ради.
Населення — 1380 осіб (2010; 1393 в 2002).
Національний склад:
- татари — 90 %